# Cecile Walton
Cecile Walton (Glasgow, 29 de março de 1891 – Edimburgo, 23 de abril de 1956) foi uma pintora, ilustradora e escultora escocesa. Ela e seu marido Eric foram dois dos espíritos moventes do capítulo de Edimburgo do movimento simbolista no início do século XX.